# Port lotniczy Kilonia
Port lotniczy Kilonia (IATA: KEL, ICAO: EDHK) – port lotniczy położony 8,3 km na północ od centrum Kilonii, w dzielnicy Holtenau, w kraju związkowym Szlezwik-Holsztyn, w Niemczech.